# Eterusia postlutea
Eterusia postlutea är en fjärilsart som beskrevs av Embrik Strand 1916. Eterusia postlutea ingår i släktet Eterusia och familjen bastardsvärmare. Inga underarter finns listade i Catalogue of Life.

## Bildgalleri

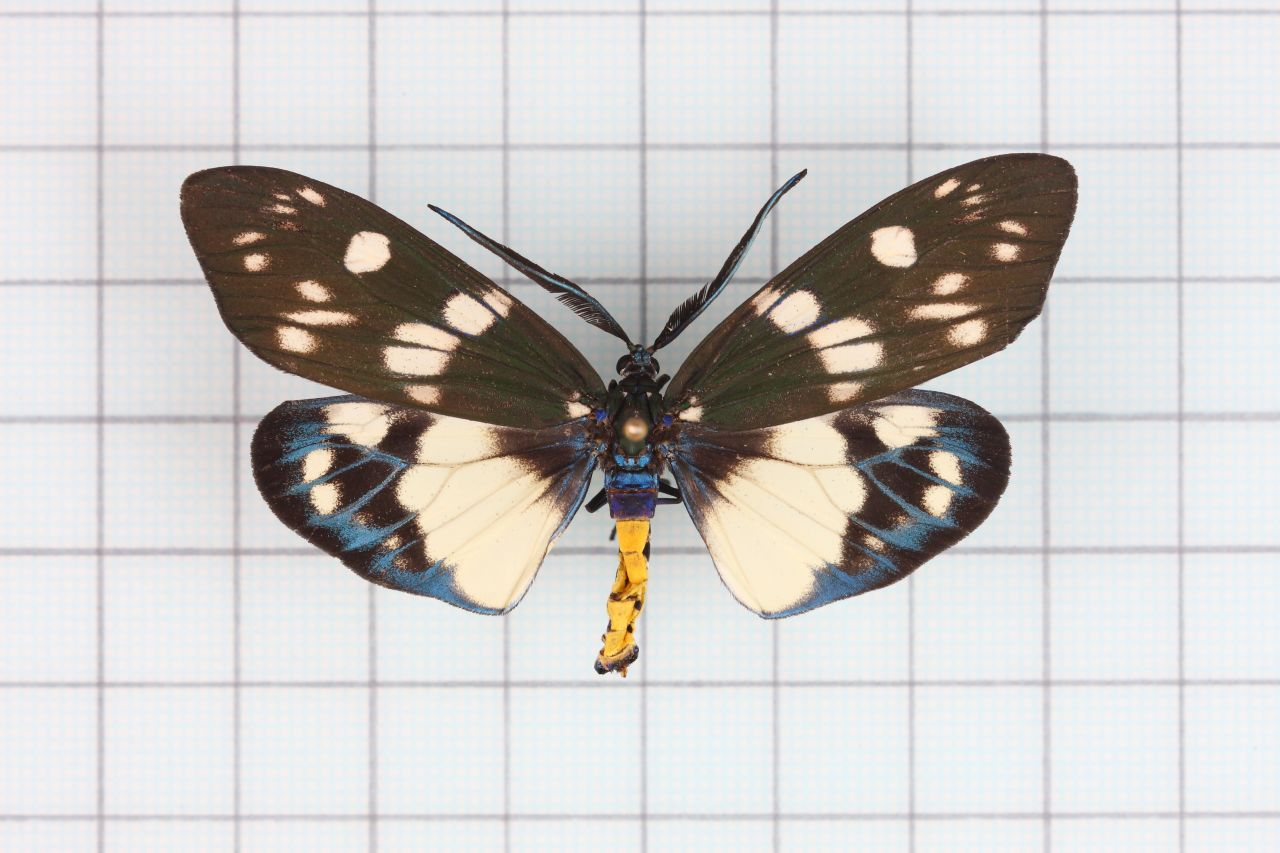